# Campeonato Neerlandés de Carreras de Camiones

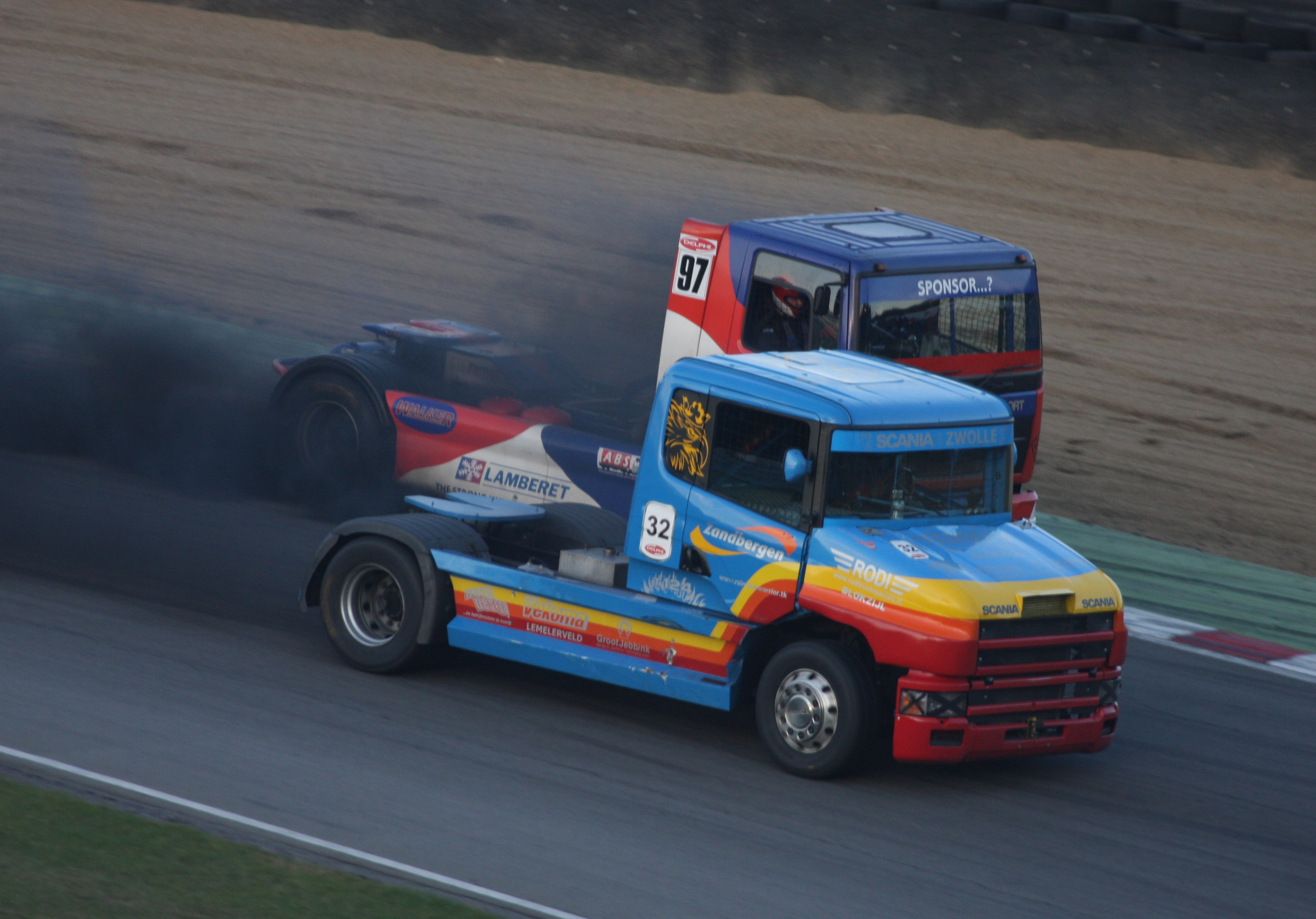
Cees Zandbergen (en primer plano), el campeón del Dutch Truck Racing en 2017 y 2018.

El Campeonato Neerlandés de Carreras de Camiones, también conocido por su nombre en inglés, Dutch Truck Racing, o por sus siglas en inglés DTR, es un campeonato de carreras de camiones que se corre en los Países Bajos, aunque hay rondas del mismo que se corren en Bélgica o Alemania.
Es uno de los campeonatos nacionales más importantes de Europa de la modalidad de carreras de camiones, pese a la poca longevidad del mismo.

## Campeones
| Año  | Pilotos         | Camión       |
| ---- | --------------- | ------------ |
| 2017 | Cees Zandbergen | Scania       |
| 2018 | Cees Zandbergen | Scania       |
| 2019 | Frans Smit      | MAN          |
| 2020 | Disputándose    | Disputándose |